# 23-тя паралель південної широти
23-тя паралель південної широти — лінія широти, що лежить на 23 градуси південніше земної екваторіальної площини, за 50 км на північ від тропіка Козорога. Вона проходить через Атлантичний океан, Африку, Індійський океан, Австралазію, Тихий океан та Південну Америку.
Через паралель проходить південний морський кордон Островів Кука (між 167-м та 156-м меридіанами західної довготи).

## Список географічних об'єктів, що перетинає 23° пд. ш.
Починаючи з Гринвіцького меридіану та рухаючись на схід, 23-тя паралель південної широти проходить через:
| Координати                                                   | Країна, територія або море | Примітки |
| ------------------------------------------------------------ | -------------------------- | --- |
| 23°0′ пд. ш. 0°0′ сх. д. / 23.000° пд. ш. 0.000° сх. д.      | Атлантичний океан          | |
| 23°0′ пд. ш. 14°24′ сх. д. / 23.000° пд. ш. 14.400° сх. д.   | Намібія                    | Проходить південніше Волфіш-Бея |
| 23°0′ пд. ш. 20°0′ сх. д. / 23.000° пд. ш. 20.000° сх. д.    | Ботсвана                   | |
| 23°0′ пд. ш. 27°57′ сх. д. / 23.000° пд. ш. 27.950° сх. д.   | ПАР                        | Лімпопо |
| 23°0′ пд. ш. 31°30′ сх. д. / 23.000° пд. ш. 31.500° сх. д.   | Мозамбік                   | |
| 23°0′ пд. ш. 35°34′ сх. д. / 23.000° пд. ш. 35.567° сх. д.   | Мозамбіцька протока        | |
| 23°0′ пд. ш. 43°29′ сх. д. / 23.000° пд. ш. 43.483° сх. д.   | Мадагаскар                 | Проходить через острів Мадагаскар |
| 23°0′ пд. ш. 47°48′ сх. д. / 23.000° пд. ш. 47.800° сх. д.   | Індійський океан           | |
| 23°0′ пд. ш. 113°50′ сх. д. / 23.000° пд. ш. 113.833° сх. д. | Австралія                  | Західна Австралія Північна Територія Квінсленд |
| 23°0′ пд. ш. 150°46′ сх. д. / 23.000° пд. ш. 150.767° сх. д. | Коралове море              | Проходить північніше рифа Като[en], острови Коралового моря, Австралія |
| 23°0′ пд. ш. 167°17′ сх. д. / 23.000° пд. ш. 167.283° сх. д. | Тихий океан                | Становить південний морський кордон Островів Кука · Проходить північніше атола Моране[en], Французька Полінезія · Проходить північніше острова Мангарева, Французька Полінезія |
| 23°0′ пд. ш. 70°20′ зх. д. / 23.000° пд. ш. 70.333° зх. д.   | Чилі                       | Антофагаста |
| 23°0′ пд. ш. 66°58′ зх. д. / 23.000° пд. ш. 66.967° зх. д.   | Аргентина                  | |
| 23°0′ пд. ш. 62°0′ зх. д. / 23.000° пд. ш. 62.000° зх. д.    | Парагвай                   | |
| 23°0′ пд. ш. 55°38′ зх. д. / 23.000° пд. ш. 55.633° зх. д.   | Бразилія                   | Мату-Гросу-ду-Сул Парана Сан-Паулу — проходить північніше Сан-Паулу Ріо-де-Жанейро — проходить південніше Ріо-де-Жанейро                                                       |
| 23°0′ пд. ш. 43°14′ зх. д. / 23.000° пд. ш. 43.233° зх. д.   | Затока Сепетіба[pt]        | |
| 23°0′ пд. ш. 42°1′ зх. д. / 23.000° пд. ш. 42.017° зх. д.    | Бразилія                   | Ріо-де-Жанейро — проходить через острів Кабу-Фріу[en] |
| 23°0′ пд. ш. 41°58′ зх. д. / 23.000° пд. ш. 41.967° зх. д.   | Атлантичний океан          | |